# A Föld legnagyobb szigeteinek listája

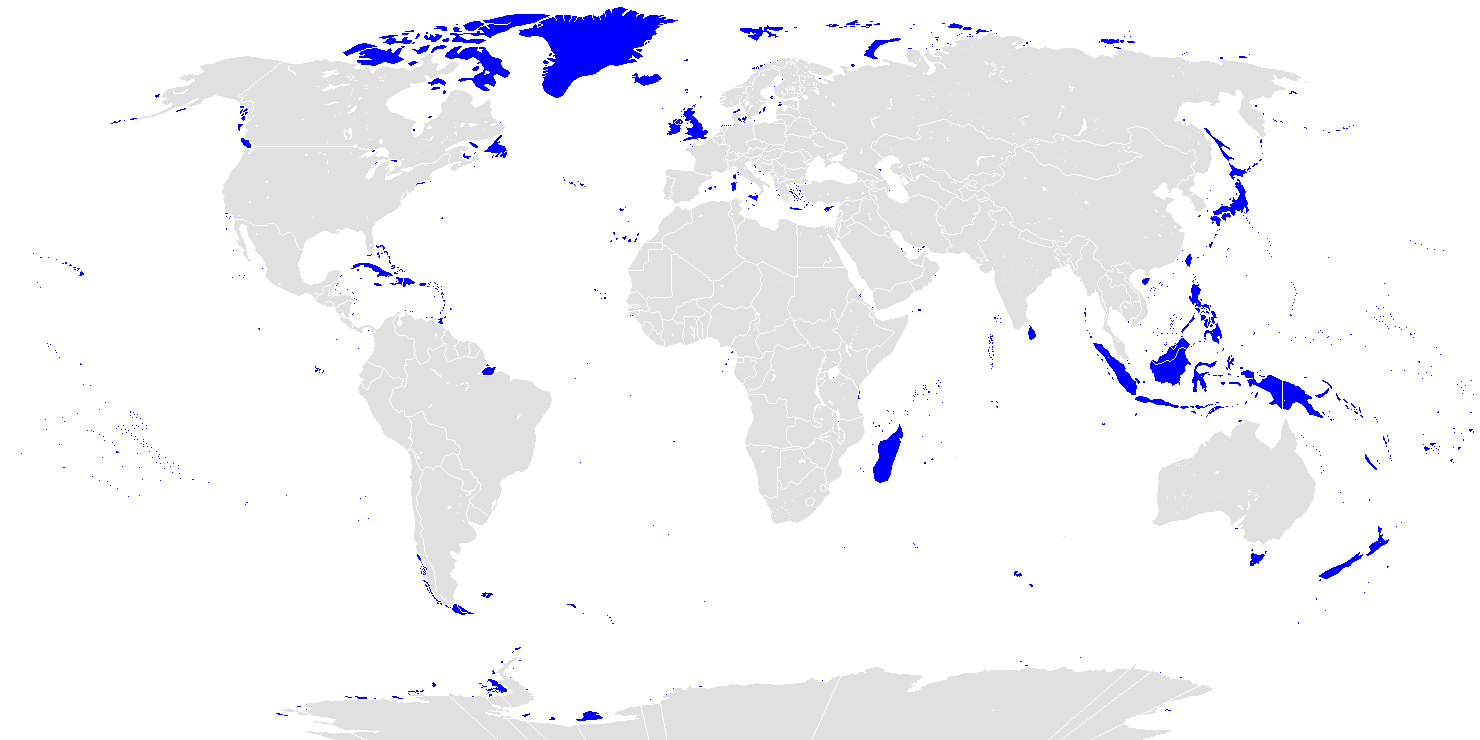
A Föld szigetei. A képen jól megfigyelhető a három legjelentősebb terület: Grönland, a kanadai sarkvidéki szigetcsoport és a maláj szigetvilág.
(Ausztráliát már nem szigetnek, hanem kontinensnek tekintik.)

Ebben a cikkben a Föld 5000 km²-es és annál nagyobb területű szigetei vannak nagyság szerint sorba állítva. A területi adatok, valamint a szigetcsoporti és országbéli hovatartozás forrása a Cartographia Világatlasza.
A Föld 5000 km²-nél nagyobb méretű szigeteinek száma 112, összterületük 9 001 416 km². A bolygó összes kontinense illetve óceánja, valamint 35 országa osztozik rajtuk.
A Föld legnagyobb szigete az északi félgömbön, az Észak-Amerika északkeleti partjainál található Grönland, mely politikailag Dánia autonóm tartománya. Területe 2 160 000 km², és így az egyetlen sziget, melynek a területe meghaladja az 1 millió km²-t. A második helyen álló Új-Guinea területénél 2,8-szer nagyobb, lakossága azonban elenyésző, alig néhány ezren laknak a partvidékén.
A 9 millió km² összterület-nagyság 24%-át, vagyis majdnem a negyedét Grönland teszi ki egymaga, míg a listában szereplő 112 sziget kb. 36%-a (41 sziget), vagyis több mint a harmada kisebb 10 000 km²-nél. Ezek együttes területe (289 924 km²) alig éri el Grönland területének tizedét.

## A szigetek eloszlása

### Kontinensek szerint

A legnagyobb sziget (Grönland) és a legkisebb kontinens (Ausztrália) méretének összehasonlítása

A listában található 112 sziget összterülete 9 001 416 km², és ezen a területen a bolygó összes kontinense osztozik, a táblázatban látható felosztásban, mely nem a politikai hovatartozás, hanem a földrajzi szerint sorolja be a szigeteket.
Észak-Amerika és Ázsia együtt a legnagyobb szigetek összterületének 70%-át, a szigetek darabszámát tekintve 63%-át „birtokolja”.

| Kontinens             | Összterület (km²) | Szigetek száma | A kontinens legnagyobb szigete |
| --------------------- | ----------------- | -------------- | ------------------------------ |
| Észak-Amerika         | 3 845 604         | 32             | Grönland                       |
| Ázsia                 | 2 530 517         | 39             | Borneó                         |
| Ausztrália és Óceánia | 1 220 735         | 14             | Új-Guinea                      |
| Európa                | 631 717           | 16             | Brit-sziget                    |
| Afrika                | 589 500           | 1              | Madagaszkár                    |
| Dél-Amerika           | 128 707           | 7              | Tűzföldi Nagy-sziget           |
| Antarktisz            | 54 636            | 3              | I. Sándor-sziget               |

### Országok szerint

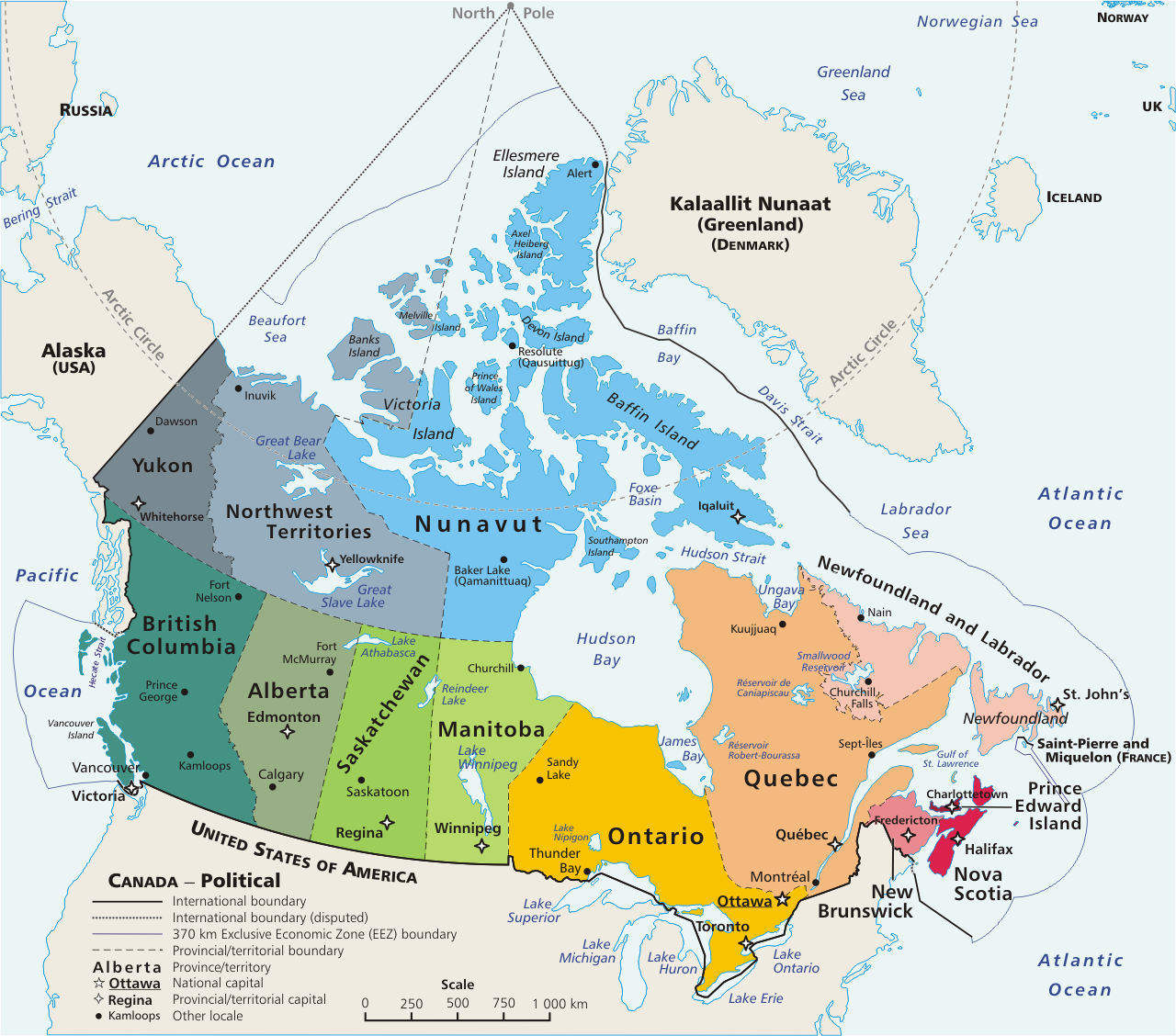
A Föld legnagyobb szigetei közül Kanada birtokolja a legtöbbet, 23-at.

Borneó szigetén három ország osztozik.

A Föld 112 legnagyobb szigetén 35 ország osztozik, a táblázatban látható módon. A legtöbb nagy sziget Kanadához tartozik, 23, és tíznél több szigettel bír Indonézia és Oroszország is. A legnagyobb területe Dánia szigeteinek van, mivel a Föld legnagyobb szigete, Grönland ennek az országnak az autonóm tartománya.
Ázsiában Indonézia, Afrikában Madagaszkár, Ausztrália és Óceániában Pápua Új-Guinea, Észak-Amerikában Kanada, Dél-Amerikában Chile azok az országok, melyek a legnagyobb szigetek közül a legnagyobb területűekkel bírnak. Ha Dániához nem számítjuk hozzá Grönlandot, akkor az európai országok közül Nagy-Britannia lenne a legnagyobb területű szigetekkel bíró ország.
Több sziget is van, melyek területén 2 vagy több ország osztozik. Ezek Új-Guinea (Indonézia és Pápua Új-Guinea), Borneó (Indonézia, Malajzia és Brunei), Ír-sziget (Nagy-Britannia és Írország), Hispaniola (Haiti és a Dominikai Köztársaság), Tűzföldi Nagy-sziget (Argentína és Chile), valamint Timor (az Indonéziához tartozó Nyugat-Timor és a független Kelet-Timor)
| Ország                       | Összterület (km²) | Szigetek száma |
| ---------------------------- | ----------------- | -------------- |
| Dánia                        | 2 175 316         | 3              |
| Indonézia                    | 1 809 370         | 17             |
| Kanada                       | 1 453 194         | 23             |
| Madagaszkár                  | 589 500           | 1              |
| Pápua Új-Guinea              | 425 519           | 4              |
| Japán                        | 360 496           | 4              |
| Fülöp-szigetek               | 265 336           | 8              |
| Új-Zéland                    | 265 028           | 2              |
| Nagy-Britannia               | 243 002           | 4              |
| Oroszország                  | 234 836           | 12             |
| Malajzia                     | 190 840           | 1              |
| Kuba                         | 109 900           | 1              |
| Izland                       | 102 790           | 1              |
| Ausztrália                   | 74 000            | 2              |
| Kína                         | 69 648            | 2              |
| Írország                     | 68 327            | 1              |
| Srí Lanka                    | 65 596            | 1              |
| Norvégia                     | 60 380            | 3              |
| Chile                        | 50 185            | 1              |
| Olaszország                  | 49 272            | 2              |
| egyik országhoz sem tartozik | 48 816            | 2              |
| Brazília                     | 47 961            | 2              |
| Kuba                         | 48 816            | 2              |
| Dominikai Köztársaság        | 47 817            | 1              |
| Kuba                         | 48 816            | 2              |
| Franciaország                | 30 640            | 3              |
| USA                          | 29 785            | 4              |
| Haiti                        | 27 391            | 1              |
| Argentína                    | 18 599            | 1              |
| Kelet-Timor                  | 16 807            | 1              |
| Fidzsi-szigetek              | 15 717            | 2              |
| Salamon-szigetek             | 12 330            | 2              |
| Jamaica                      | 10 991            | 1              |
| Ciprus                       | 9251              | 1              |
| Puerto Rico                  | 8639              | 1              |
| Görögország                  | 8370              | 1              |
| Brunei                       | 5765              | 1              |

### Tengerek és óceánok szerint
Mivel nem minden szigetről mondható el, hogy teljes terjedelmében egyik vagy másik tengerben illetve óceánban fekszik, ezért nem lehet olyan összehasonlítást végezni, hogy melyik tengerben vagy óceánban van ezeknek a szigeteknek a legnagyobb összterülete. Viszont azt lehet vizsgálni, hogy ezeknek a szigeteknek a partjait mely tengerek és óceánok érintik. Az alábbi két táblázatban az óceán- illetve tenger-szintű összehasonlítások láthatóak.
Óceánok esetében egyértelmű a Csendes-óceán fölénye, tekintve, hogy a maláj-szigetvilág ennek az óceánnak a melléktengereiben terül el. A Jeges-tenger (mely a magyar földrajztudományban viseli ezt a nevet, külföldön sok helyen Arktikus-óceánként ismert), 22 szigetet mondhat a magáénak a nagy szigetek közül, mivel jobbára ennek a víznek a területén helyezkedik el a kanadai szigettenger.
| Óceán         | Szigetek száma |
| ------------- | -------------- |
| Csendes-óceán | 55             |
| Atlanti-óceán | 33             |
| Jeges-tenger  | 22             |
| Indiai-óceán  | 9              |

A táblázat megmutatja az összes tengert, mely a világ legnagyobb szigeteinek a partjait mossa. Az első 3-4 helyen a maláj-szigetvilág tengerei állnak, míg az 5. a Jeges-tenger egyik melléktengere, a Barents-tenger. A maláj-szigetvilágnak gyakorlatilag minden tengere érinti a legnagyobb szigetek valamelyikét, akárcsak a Jeges-tenger melléktengerei.

Dél-kelet-Ázsia (benne a maláj-szigetvilág).

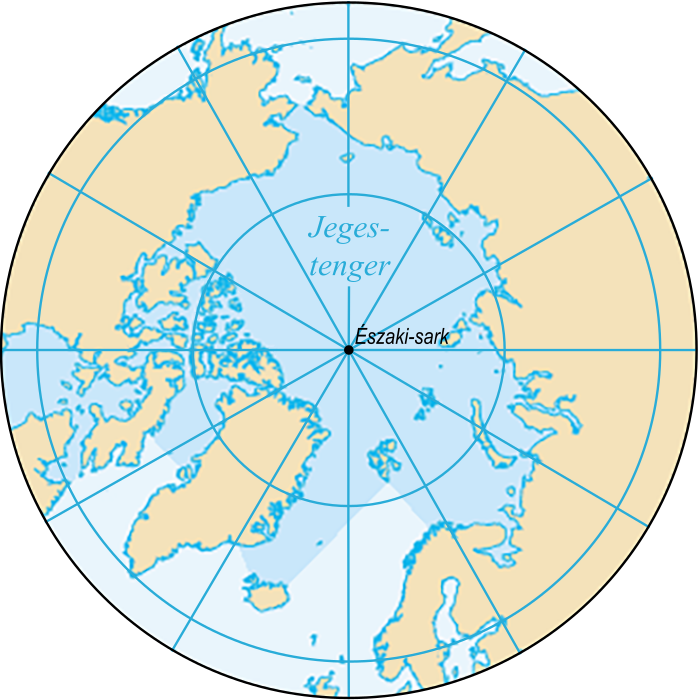
A Jeges-tenger

| Tenger                 | Szigetek száma |
| ---------------------- | -------------- |
| Sulu-tenger            | 6              |
| Kara-tenger            | 6              |
| Filippínó-tenger       | 5              |
| Dél-kínai-tenger       | 5              |
| Barents-tenger         | 5              |
| Korall-tenger          | 4              |
| Kelet-szibériai-tenger | 4              |
| Karib-tenger           | 4              |
| Jáva-tenger            | 4              |
| Grönlandi-tenger       | 4              |
| Földközi-tenger        | 4              |
| Banda-tenger           | 4              |
| Visayan-tenger         | 3              |
| Tirrén-tenger          | 3              |
| Tasman-tenger          | 3              |
| Seram-tenger           | 3              |
| Salamon-tenger         | 3              |
| Laptyev-tenger         | 3              |
| Japán-tenger           | 3              |
| Flores-tenger          | 3              |
| Fidzsi-tenger          | 3              |
| Bohol-tenger           | 3              |
| Timor-tenger           | 2              |
| Sibuyan-tenger         | 2              |
| Ohotszki-tenger        | 2              |
| Luzon-tenger           | 2              |
| Kelet-kínai-tenger     | 2              |
| Celebesz-tenger        | 2              |
| Bismarck-tenger        | 2              |
| Bellingshausen-tenger  | 2              |
| Beaufort-tenger        | 2              |
| Bali-tenger            | 2              |
| Arafura-tenger         | 2              |
| Yucatán-tenger         | 1              |
| Sawu-tenger            | 1              |
| Samar-tenger           | 1              |
| Maluku-tenger          | 1              |
| Ligur-tenger           | 1              |
| Labrador-tenger        | 1              |
| Krétai-tenger          | 1              |
| Jón-tenger             | 1              |
| Irminger-tenger        | 1              |
| Ír-tenger              | 1              |
| Csukcs-tenger          | 1              |
| Camotes-tenger         | 1              |
| Bering-tenger          | 1              |
| Balti-tenger           | 1              |
| Andamán-tenger         | 1              |

## A szigetek listája nagyság szerint
Ebben a szakaszban található a Föld 112 legnagyobb szigete, a legnagyobbtól a legkisebbig. A táblázatok a területi adatokon kívül feltüntetik, hogy melyik szigetcsoporthoz tartoznak, mely ország részei, és melyik kontinensen helyezkednek el. Ezen kívül további információként azt is, mely tengerek és óceánok érintik őket (illetve, hogy az adott tenger mely óceán melléktengere, pl. a Földközi-tenger az Atlanti-óceáné).
A táblázatok áttekinthetősége miatt kizárólag a „tenger” utótagot viselő vizeket tüntettük fel, így ha az adott sziget nagyobb öböllel, csatornával, szorossal kapcsolódik a legközelebbi szárazföldhöz, az nem szerepel a táblázatban. Ezekért az információkért lásd az adott sziget cikkét.

### 250 000 km²-nél nagyobb szigetek

Madagaszkár (zölddel jelölve) a Föld 4. legnagyobb szigete, és az egyetlen afrikai sziget, mely szerepel a legnagyobb szigetek listáján.

| Hely | Sziget        | Terület (km²) | Szigetcsoport        | Ország                     | Kontinens     | Tenger                                                         | Óceán                       |
| ---- | ------------- | ------------- | -------------------- | -------------------------- | ------------- | -------------------------------------------------------------- | --------------------------- |
| 1    | Grönland      | 2 160 000     | –                    | Dánia                      | Észak-Amerika | Irminger-tenger, Labrador-tenger, Grönlandi-tenger             | Jeges-tenger, Atlanti-óceán |
| 2    | Új-Guinea     | 771 900       | –                    | Indonézia Pápua Új-Guinea  | Ázsia         | Arafura-tenger, Korall-tenger, Salamon-tenger, Bismarck-tenger | Csendes-óceán               |
| 3    | Borneó        | 734 000       | Nagy-Szunda-szigetek | Brunei, Indonézia Malajzia | Ázsia         | Dél-kínai-tenger, Jáva-tenger, Sulu-tenger, Celebesz-tenger    | Csendes-óceán               |
| 4    | Madagaszkár   | 589 500       | –                    | Madagaszkár                | Afrika        | –                                                              | Indiai-óceán                |
| 5    | Baffin-sziget | 476 050       | –                    | Kanada                     | Észak-Amerika | –                                                              | Atlanti-óceán               |
| 6    | Szumátra      | 423 647       | Nagy-Szunda-szigetek | Indonézia                  | Ázsia         | Andamán-tenger, Jáva-tenger                                    | Indiai-óceán, Csendes-óceán |

### 100 000 és 250 000 km² közötti nagyságú szigetek

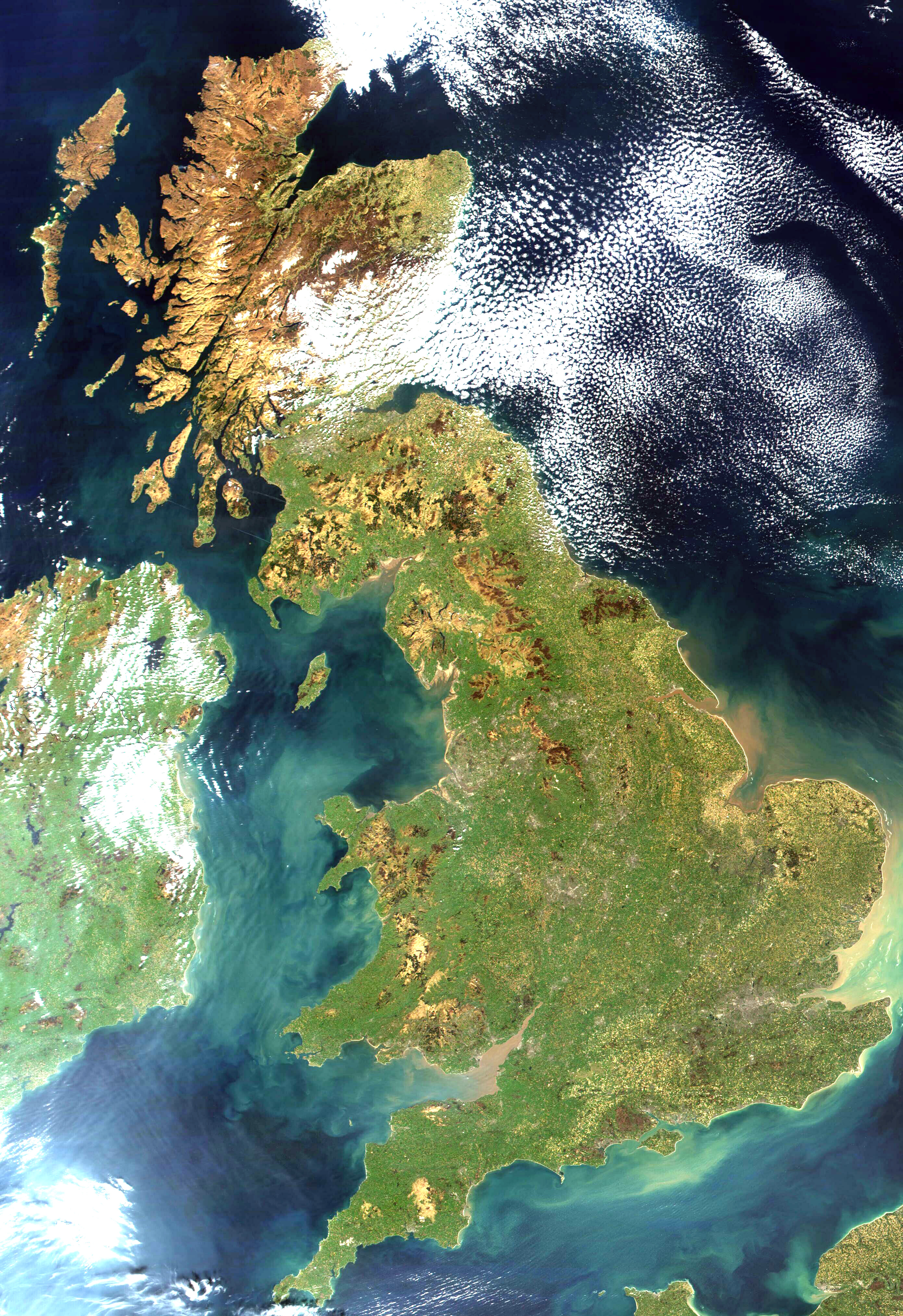
A Brit-sziget Európa legnagyobb szigete.

| Hely | Sziget                   | Terület (km²) | Szigetcsoport              | Ország             | Kontinens             | Tenger                                 | Óceán         |
| ---- | ------------------------ | ------------- | -------------------------- | ------------------ | --------------------- | -------------------------------------- | ------------- |
| 7    | Honsú                    | 228 000       | Japán-szigetek             | Japán              | Ázsia                 | Japán-tenger                           | Csendes-óceán |
| 8    | Brit-sziget              | 216 911       | Brit-szigetek              | Egyesült Királyság | Európa                | Északi-tenger, Ír-tenger, Kelta-tenger | Atlanti-óceán |
| 9    | Ellesmere-sziget         | 212 680       | Erzsébet királynő szigetek | Kanada             | Észak-Amerika         | –                                      | Jeges-tenger  |
| 10   | Victoria-sziget          | 212 189       | –                          | Kanada             | Észak-Amerika         | –                                      | Jeges-tenger  |
| 11   | Celebesz                 | 179 416       | Nagy-Szunda-szigetek       | Indonézia          | Ázsia                 | –                                      | Csendes-óceán |
| 12   | Új-Zéland Déli-szigete   | 150 345       | –                          | Új-Zéland          | Ausztrália és Óceánia | Tasman-tenger                          | Csendes-óceán |
| 13   | Jáva                     | 126 878       | Nagy-Szunda-szigetek       | Indonézia          | Ázsia                 | Jáva-tenger                            | Csendes-óceán |
| 14   | Új-Zéland Északi-szigete | 114 683       | –                          | Új-Zéland          | Ausztrália és Óceánia | Tasman-tenger                          | Csendes-óceán |
| 15   | Új-Fundland              | 112 300       | –                          | Kanada             | Észak-Amerika         | –                                      | Atlanti-óceán |
| 16   | Kuba                     | 109 900       | Nagy-Antillák              | Kuba               | Észak-Amerika         | Karib-tenger,Yucatán-tenger            | Atlanti-óceán |
| 17   | Luzon                    | 104 684       | Fülöp-szigetek             | Fülöp-szigetek     | Ázsia                 | Dél-kínai-tenger, Filippínó-tenger     | Csendes-óceán |
| 18   | Izland                   | 102 790       | –                          | Izland             | Európa                | Grönlandi-tenger                       | Atlanti-óceán |

### 50 000 és 100 000 km² közötti nagyságú szigetek

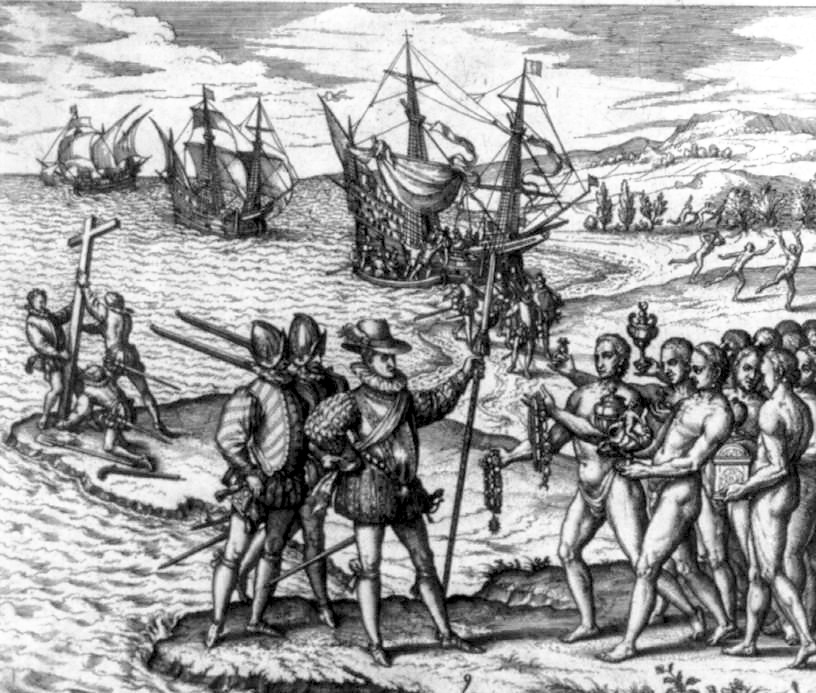
Kolumbusz partra száll Hispaniolán. A szigetet 1492-ben fedezte fel Kolumbusz, első útján.

| Hely | Sziget       | Terület (km²) | Szigetcsoport                              | Ország                       | Kontinens             | Tenger                                                       | Óceán                       |
| ---- | ------------ | ------------- | ------------------------------------------ | ---------------------------- | --------------------- | ------------------------------------------------------------ | --------------------------- |
| 19   | Mindanao     | 94 616        | Fülöp-szigetek                             | Fülöp-szigetek               | Ázsia                 | Bohol-tenger, Celebesz-tenger, Sulu-tenger, Filippínó-tenger | Csendes-óceán               |
| 20   | Ír-sziget    | 82 457        | Brit-szigetek                              | Írország, Egyesült Királyság | Európa                | Ír-tenger, Kelta-tenger                                      | Atlanti-óceán               |
| 21   | Hokkaidó     | 78 073        | Japán-szigetek                             | Japán                        | Ázsia                 | Ohotszki-tenger                                              | Csendes-óceán               |
| 22   | Szahalin     | 76 400        | –                                          | Oroszország                  | Ázsia                 | –                                                            | Csendes-óceán               |
| 23   | Hispaniola   | 75 208        | Nagy-Antillák                              | Haiti, Dominikai Köztársaság | Észak-Amerika         | Karib-tenger                                                 | Atlanti-óceán               |
| 24   | Tasmania     | 67 800        | –                                          | Ausztrália                   | Ausztrália és Óceánia | Tasman-tenger                                                | Csendes-óceán, Indiai-óceán |
| 25   | Srí Lanka    | 65 596        | –                                          | Srí Lanka                    | Ázsia                 | –                                                            | Indiai-óceán                |
| 26   | Devon-sziget | 54 028        | Parry-szigetek, Erzsébet királynő szigetek | Kanada                       | Észak-Amerika         | –                                                            | Atlanti-óceán               |
| 27   | Banks-sziget | 53 171        | –                                          | Kanada                       | Észak-Amerika         | Beaufort-tenger                                              | Jeges-tenger                |

### 25 000 és 50 000 km² közötti nagyságú szigetek

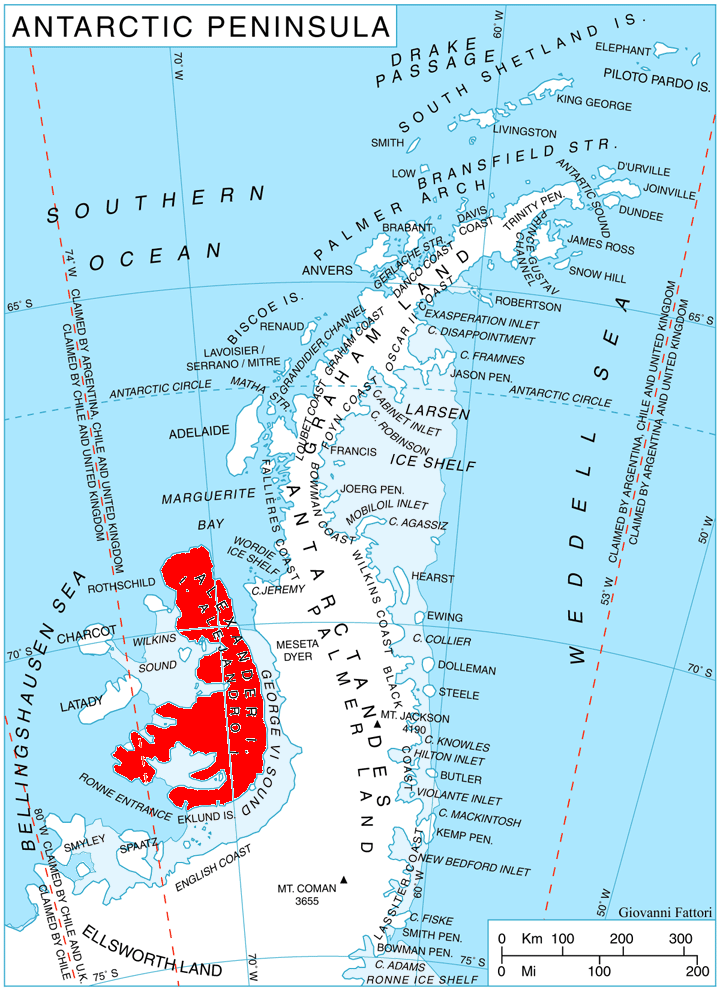
Az I. Sándor-sziget a legnagyobb antarktiszi sziget.

| Hely | Sziget neve            | Terület (km²) | Szigetcsoport                                 | Ország                 | Kontinens             | Tenger                                                 | Óceán         |
| ---- | ---------------------- | ------------- | --------------------------------------------- | ---------------------- | --------------------- | ------------------------------------------------------ | ------------- |
| 28   | Tűzföldi Nagy-sziget   | 48 185        | –                                             | Argentína, Chile       | Dél-Amerika           | –                                                      | Atlanti-óceán |
| 29   | Északi-sziget          | 48 100        | Novaja Zemlja                                 | Oroszország            | Európa                | Barents-tenger, Kara-tenger                            | Jeges-tenger  |
| 30   | Marajó                 | 47 961        | –                                             | Brazília               | Dél-Amerika           | –                                                      | Atlanti-óceán |
| 31   | I. Sándor-sziget       | 43 200        | –                                             | –                      | Antarktisz            | Bellingshausen-tenger                                  | Csendes-óceán |
| 32   | Melville-sziget        | 41 804        | Parry-szigetek, Erzsébet királynő szigetek    | Kanada                 | Észak-Amerika         | –                                                      | Atlanti-óceán |
| 33   | Axel Heiberg-sziget    | 40 855        | Sverdrup-szigetek, Erzsébet királynő szigetek | Kanada                 | Észak-Amerika         | –                                                      | Jeges-tenger  |
| 34   | Southampton-sziget     | 40 650        | –                                             | Kanada                 | Észak-Amerika         | –                                                      | Atlanti-óceán |
| 35   | Nyugati-föld           | 38 800        | Spitzbergák                                   | Norvégia               | Európa                | Grönlandi-tenger, Barents-tenger                       | Jeges-tenger  |
| 36   | Új-Britannia           | 37 800        | Bismarck-szigetek                             | Pápua Új-Guinea        | Ausztrália és Óceánia | Bismarck-tenger, Salamon-tenger                        | Csendes-óceán |
| 37   | Tajvan                 | 35 948        | –                                             | Kína                   | Ázsia                 | Kelet-kínai-tenger, Dél-kínai-tenger, Filippínó-tenger | Csendes-óceán |
| 38   | Kjúsú                  | 35 663        | Japán-szigetek                                | Japán                  | Ázsia                 | Kelet-kínai-tenger, Filippínó-tenger                   | Csendes-óceán |
| 39   | Prince of Wales-sziget | 35 575        | –                                             | Kanada                 | Észak-Amerika         | –                                                      | Jeges-tenger  |
| 40   | Hajnan                 | 33 700        | –                                             | Kína                   | Ázsia                 | Dél-kínai-tenger                                       | Csendes-óceán |
| 41   | Timor                  | 33 615        | Kis-Szunda-szigetek                           | Indonézia, Kelet-Timor | Ázsia                 | Timor-tenger, Banda-tenger                             | Csendes-óceán |
| 42   | Déli-sziget            | 33 200        | Novaja Zemlja                                 | Oroszország            | Európa                | Barents-tenger, Kara-tenger                            | Jeges-tenger  |
| 43   | Vancouver-sziget       | 32 124        | –                                             | Kanada                 | Észak-Amerika         | –                                                      | Csendes-óceán |
| 44   | Szicília               | 25 462        | –                                             | Olaszország            | Európa                | Tirrén-tenger, Jón-tenger, Földközi-tenger             | Atlanti-óceán |

### 10 000 és 25 000 km² közötti nagyságú szigetek

A Bolsevik-, Októberi forradalom és Komszomolec-szigetek nevüket az 1930-as években kapták, a frissen megalakult Szovjetunió kutatói által

| Hely | Sziget neve                | Terület (km²) | Szigetcsoport                                 | Ország          | Kontinens             | Tenger                                      | Óceán                       |
| ---- | -------------------------- | ------------- | --------------------------------------------- | --------------- | --------------------- | ------------------------------------------- | --------------------------- |
| 45   | Somerset-sziget            | 24 275        | –                                             | Kanada          | Észak-Amerika         | –                                           | Atlanti-óceán               |
| 46   | Szardínia                  | 23 810        | –                                             | Olaszország     | Európa                | Tirrén-tenger                               | Atlanti-óceán               |
| 47   | Bathurst-sziget            | 18 800        | Parry-szigetek, Erzsébet királynő szigetek    | Kanada          | Észak-Amerika         | –                                           | Atlanti-óceán               |
| 48   | Sikoku                     | 18 760        | Japán-szigetek                                | Japán           | Ázsia                 | –                                           | Csendes-óceán               |
| 49   | Halmahera                  | 17 998        | Maluku-szigetek                               | Indonézia       | Ázsia                 | Maluku-tenger, Seram-tenger                 | Csendes-óceán               |
| 50   | Seram                      | 17 150        | Maluku-szigetek                               | Indonézia       | Ázsia                 | Banda-tenger, Seram-tenger                  | Csendes-óceán               |
| 51   | Északkeleti-föld           | 16 580        | Spitzbergák                                   | Norvégia        | Európa                | Grönlandi-tenger, Barents-tenger            | Jeges-tenger                |
| 52   | Új-Kaledónia               | 16 100        | –                                             | Franciaország   | Ausztrália és Óceánia | Korall-tenger, Fidzsi-tenger                | Csendes-óceán               |
| 53   | Prince Patrick-sziget      | 15 540        | Parry-szigetek, Erzsébet királynő szigetek    | Kanada          | Kanada                | Beaufort-tenger                             | Jeges-tenger                |
| 54   | Flores                     | 15 175        | Kis-Szunda-szigetek                           | Indonézia       | Ázsia                 | Flores-tenger, Sawu-tenger                  | Csendes-óceán               |
| 55   | Októberi forradalom sziget | 14 170        | Szevernaja Zemlja                             | Oroszország     | Ázsia                 | Kara-tenger                                 | Jeges-tenger                |
| 56   | Ellef Ringnes-sziget       | 13 390        | Sverdrup-szigetek, Erzsébet királynő szigetek | Kanada          | Észak-Amerika         | –                                           | Jeges-tenger                |
| 57   | Sumbawa                    | 13 280        | Kis-Szunda-szigetek                           | Indonézia       | Ázsia                 | Flores-tenger                               | Csendes-óceán               |
| 58   | Samar                      | 13 074        | Fülöp-szigetek                                | Fülöp-szigetek  | Ázsia                 | Filippínó-tenger, Samar-tenger              | Csendes-óceán               |
| 59   | Negros                     | 12 698        | Fülöp-szigetek                                | Fülöp-szigetek  | Ázsia                 | Sulu-tenger, Bohol-tenger, Visayan-tenger   | Csendes-óceán               |
| 60   | Vilmos király sziget       | 12 615        | –                                             | Kanada          | Észak-Amerika         | –                                           | Atlanti-óceán               |
| 61   | Bangka                     | 11 930        | Nagy-Szunda-szigetek                          | Indonézia       | Ázsia                 | Jáva-tenger                                 | Csendes-óceán               |
| 62   | Palawan                    | 11 780        | Fülöp-szigetek                                | Fülöp-szigetek  | Ázsia                 | Sulu-tenger, Luzon-tenger, Dél-kínai-tenger | Csendes-óceán               |
| 63   | Kotyelnij-sziget           | 11 665        | Anjou-szigetek, Új-szibériai-szigetek         | Oroszország     | Ázsia                 | Laptyev-tenger, Kelet-szibériai-tenger      | Jeges-tenger                |
| 64   | Panay                      | 11 500        | Fülöp-szigetek                                | Fülöp-szigetek  | Ázsia                 | Sulu-tenger, Visayan-tenger, Sibuyan-tenger | Csendes-óceán               |
| 65   | Bolsevik-sziget            | 11 312        | Szevernaja Zemlja                             | Oroszország     | Ázsia                 | Kara-tenger                                 | Jeges-tenger                |
| 66   | Sumba                      | 11 080        | Kis-Szunda-szigetek                           | Indonézia       | Ázsia                 | Sawu-tenger                                 | Indiai-óceán, Csendes-óceán |
| 67   | Jamaica                    | 10 991        | Nagy-Antillák                                 | Jamaica         | Észak-Amerika         | Karib-tenger                                | Atlanti-óceán               |
| 68   | Bylot-sziget               | 10 878        | –                                             | Kanada          | Észak-Amerika         | –                                           | Atlanti-óceán               |
| 69   | Hawaii                     | 10 413        | Hawaii-szigetek                               | USA             | Ausztrália és Óceánia | –                                           | Csendes-óceán               |
| 70   | Viti Levu                  | 10 382        | Fidzsi-szigetek                               | Fidzsi-szigetek | Ausztrália és Óceánia | Fidzsi-tenger                               | Csendes-óceán               |
| 71   | Breton-foki-sziget         | 10 282        | –                                             | Kanada          | Észak-Amerika         | –                                           | Atlanti-óceán               |

### 5 000 és 10 000 km² közötti nagyságú szigetek

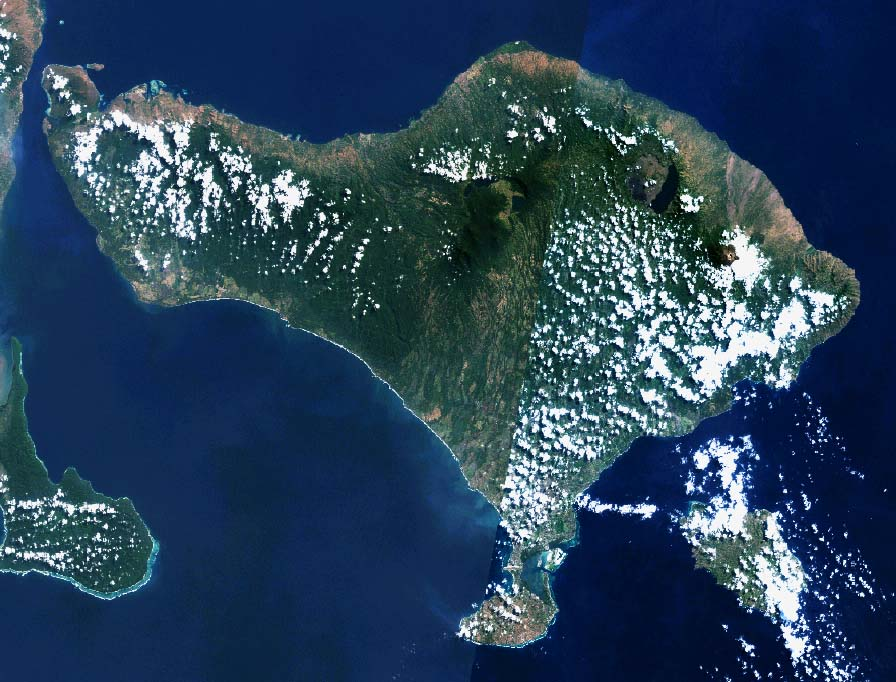
Bali műholdfelvételen

| Hely | Sziget neve           | Terület (km²) | Szigetcsoport                                 | Ország           | Kontinens             | Tenger                                        | Óceán                       |
| ---- | --------------------- | ------------- | --------------------------------------------- | ---------------- | --------------------- | --------------------------------------------- | --------------------------- |
| 72   | Mindoro               | 9826          | Fülöp-szigetek                                | Fülöp-szigetek   | Ázsia                 | Luzon-tenger, Sibuyan-tenger, Sulu-tenger     | Csendes-óceán               |
| 73   | Buton                 | 9582          | Nagy-Szunda-szigetek                          | Indonézia        | Ázsia                 | Banda-tenger, Flores-tenger                   | Csendes-óceán               |
| 74   | Ciprus                | 9251          | –                                             | Ciprus           | Európa                | Földközi-tenger                               | Atlanti-óceán               |
| 75   | Komszomolec-sziget    | 9244          | Szevernaja Zemlja                             | Oroszország      | Ázsia                 | Laptyev-tenger, Kara-tenger                   | Jeges-tenger                |
| 76   | Prince Charles-sziget | 9065          | –                                             | Kanada           | Észak-Amerika         | –                                             | Atlanti-óceán               |
| 77   | Kodiak-sziget         | 8975          | –                                             | USA              | Észak-Amerika         | –                                             | Csendes-óceán               |
| 78   | Bougainville          | 8800          | Salamon-szigetek                              | Pápua Új-Guinea  | Ausztrália és Óceánia | Salamon-tenger                                | Csendes-óceán               |
| 79   | Buru                  | 8800          | Maluku-szigetek                               | Indonézia        | Ázsia                 | Banda-tenger, Seram-tenger                    | Csendes-óceán               |
| 80   | Korzika               | 8720          | –                                             | Franciaország    | Európa                | Ligur-tenger, Tirrén-tenger, Földközi-tenger  | Atlanti-óceán               |
| 81   | Új-Írország           | 8647          | Bismarck-szigetek                             | Pápua Új-Guinea  | Ausztrália és Óceánia | Bismarck-tenger, Salamon-tenger               | Csendes-óceán               |
| 82   | Puerto Rico           | 8639          | Nagy-Antillák                                 | Puerto Rico      | Észak-Amerika         | Karib-tenger                                  | Atlanti-óceán               |
| 83   | Kréta                 | 8370          | –                                             | Görögország      | Európa                | Krétai-tenger, Földközi-tenger                | Atlanti-óceán               |
| 84   | Chiloé-sziget         | 8350          | –                                             | Chile            | Dél-Amerika           | –                                             | Csendes-óceán               |
| 85   | Disko-sziget          | 8300          | –                                             | Dánia            | Észak-Amerika         | –                                             | Atlanti-óceán               |
| 86   | Anticosti-sziget      | 7881          | –                                             | Kanada           | Észak-Amerika         | –                                             | Csendes-óceán               |
| 87   | Yos Sudarso-sziget    | 7769          | –                                             | Indonézia        | Ázsia                 | Arafura-tenger                                | Csendes-óceán               |
| 88   | Vrangel-sziget        | 7270          | –                                             | Oroszország      | Ázsia                 | Kelet-szibériai-tenger, Csukcs-tenger         | Jeges-tenger                |
| 89   | Leyte                 | 7158          | Fülöp-szigetek                                | Fülöp-szigetek   | Ázsia                 | Bohol-tenger, Camotes-tenger, Visayan-tenger, | Csendes-óceán               |
| 90   | Sjælland              | 7016          | –                                             | Dánia            | Európa                | Balti-tenger                                  | Atlanti-óceán               |
| 91   | Cornwallis-sziget     | 6915          | Parry-szigetek, Erzsébet királynő szigetek    | Kanada           | Észak-Amerika         | -                                             | Jeges-tenger                |
| 92   | Wellington-sziget     | 6750          | –                                             | Chile            | Dél-Amerika           | –                                             | Csendes-óceán               |
| 93   | Iturup                | 6725          | Kuril-szigetek                                | Oroszország      | Ázsia                 | Ohotszki-tenger                               | Csendes-óceán               |
| 94   | Kelet-Falkland        | 6681          | Falkland-szigetek                             | Nagy-Britannia   | Dél-Amerika           | –                                             | Atlanti-óceán               |
| 95   | Amund Ringnes-sziget  | 6514          | Sverdrup-szigetek, Erzsébet királynő szigetek | Kanada           | Észak-Amerika         | –                                             | Jeges-tenger                |
| 96   | Guadalcanal           | 6500          | Salamon-szigetek                              | Salamon-szigetek | Ausztrália és Óceánia | Korall-tenger                                 | Csendes-óceán               |
| 97   | Melville-sziget       | 6200          | –                                             | Ausztrália       | Ausztrália és Óceánia | Arafura-tenger, Timor-tenger                  | Indiai-óceán, Csendes-óceán |
| 98   | Új-Szibéria           | 6200          | Anjou-szigetek, Új-szibériai-szigetek         | Oroszország      | Ázsia                 | Kelet-szibériai-tenger                        | Jeges-tenger                |
| 99   | Choiseul              | 5830          | Salamon-szigetek                              | Salamon-szigetek | Ausztrália és Óceánia | Korall-tenger                                 | Csendes-óceán               |
| 100  | Kerguélen             | 5820          | Kerguelen-szigetek                            | Franciaország    | Antarktisz            | –                                             | Indiai-óceán                |
| 101  | Charcot-sziget        | 5616          | –                                             | –                | Antarktisz            | Bellingshausen-tenger                         | Csendes-óceán               |
| 102  | Prince Edward-sziget  | 5613          | –                                             | Kanada           | Észak-Amerika         | –                                             | Atlanti-óceán               |
| 103  | Santa Inés-sziget     | 5500          | –                                             | Chile            | Dél-Amerika           | –                                             | Csendes-óceán               |
| 104  | Lombok                | 5435          | Kis-Szunda-szigetek                           | Indonézia        | Ázsia                 | Bali-tenger                                   | Indiai-óceán                |
| 105  | Bali                  | 5400          | Kis-Szunda-szigetek                           | Indonézia        | Ázsia                 | Bali-tenger                                   | Indiai-óceán                |
| 106  | Chichagof-sziget      | 5397          | Alexander-szigetek                            | USA              | Észak-Amerika         | –                                             | Csendes-óceán               |
| 107  | Vanua Levu            | 5335          | Fidzsi-szigetek                               | Fidzsi-szigetek  | Ausztrália és Óceánia | Fidzsi-tenger                                 | Csendes-óceán               |
| 108  | Nagy-Ljahov-sziget    | 5300          | Ljahov-szigetek, Új-szibériai-szigetek        | Oroszország      | Ázsia                 | Laptyev-tenger, Kelet-szibériai-tenger        | Jeges-tenger                |
| 109  | Nyugat-Falkland       | 5280          | Falkland-szigetek                             | Nagy-Britannia   | Dél-Amerika           | –                                             | Atlanti-óceán               |
| 110  | Kolgujev-sziget       | 5250          | –                                             | Oroszország      | Európa                | Kara-tenger, Barents-tenger                   | Jeges-tenger                |
| 111  | Edgeøy                | 5000          | Spitzbergák                                   | Norvégia         | Európa                | Barents-tenger                                | Jeges-tenger                |
| 112  | St. Lawrence-sziget   | 5000          | –                                             | USA              | Észak-Amerika         | Bering-tenger                                 | Csendes-óceán               |